# Khalifa Karouane
Khalifa Karouane (arab. ‏خليفة كروان‎, ur. w 1937 w Casablance, zm. przed 1998) – marokański zapaśnik walczący w stylu klasycznym. Olimpijczyk z Meksyku 1968, gdzie zajął osiemnaste miejsce w kategorii do 57 kg.
Srebrny medalista mistrzostw Afryki w 1969 i 1971. Siódmy na igrzyskach śródziemnomorskich w 1975 roku.

## Letnie Igrzyska Olimpijskie 1968
| Konkurencja          | Rundy eliminacyjne     | Rundy eliminacyjne | Klas. końcowa |
| Konkurencja          | Przeciwnik I           | Przeciwnik II      | Miejsce       |
| -------------------- | ---------------------- | ------------------ | ------------- |
| 57 kg styl klasyczny | An Cheon-yeong (KOR) P | Kaya Özcan (TUR) P | 18.           |